# Oreobolopsis
Oreobolopsis es un género de plantas herbáceas con tres especies de la familia de las ciperáceas.

## Taxonomía
El género fue descrito por T.Koyama & Guagl. y publicado en Darwiniana 28(1–4): 79. 1987[1988]. La especie tipo es: Oreobolopsis tepalifera T.Koyama & Guagl.

## Especies aceptadas
A continuación se brinda un listado de las especies del género Oreobolopsis aceptadas hasta febrero de 2014, ordenadas alfabéticamente. Para cada una se indica el nombre binomial seguido del autor, abreviado según las convenciones y usos.
- Oreobolopsis clementis (M.E.Jones) Dhooge & Goetgh.
- Oreobolopsis inversa Dhooge & Goetgh.
- Oreobolopsis tepalifera T.Koyama & Guagl.